# ۷ ثانیه (فیلم)
۷ ثانیه (انگلیسی: 7 Seconds) یک فیلم اکشن و جنایی آمریکایی محصول سال ۲۰۰۵ به کارگردانی سیمون فلووز با بازی وسلی اسنایپس و تامزین آوث‌ویت است. این فیلم در ۲۸ ژوئن ۲۰۰۵ به صورت ویدئویی در ایالات متحده منتشر شد. عنوان به تایمرهای ابتدای فیلم اشاره دارد که در 00:07  (۷ ثانیه) تنظیم شده‌اند.

## خلاصه داستان
وقتی که یک دزد باتجربه به صورت تصادفی وارد یک دزدی نقاشی گران قیمت می‌شود، شریکش توسط گنگستر ها ربوده می‌شود و...

## تولید
۷ ثانیه در رومانی (استودیوهای فیلم بخارست و کاستل) در مدت ۳۲ روز از ۱۸ ژوئن تا ۳۰ ژوئیه ۲۰۰۴ تنظیم و فیلمبرداری شد.

## پاسخ انتقادی
علیرغم اینکه وسلی اسنایپس ستاره اکشن فیلم را رهبری می کند، این فیلم در بازار دی‌وی‌دی شکست خورد و نقدهای بدی دریافت کرد.